# 葦田氏
葦田氏（あしだし、あしだうじ）は、日本の氏族。蘆田氏や芦田氏も同じ名字とされるため、この項で扱う。

## 古代葦田氏
河内国の古代氏族として葦田首や葦田臣がみられる。葦田首は大和国葛下郡葦田に起源を持つとされる。

## 信濃芦田氏
信濃国佐久郡芦田より起こった氏族で、井上氏流と滋野氏流の二系統がある。滋野氏流の芦田信守は武田氏に属した。

## 上野蘆田氏
信濃蘆田氏の一族。蘆田幸成は武田信玄に属し、その子・幸正は松平氏に従い、上野国藤岡にて3万石を領した。

## 備後葦田氏
備後国葦田郡葦田郷より起こった氏族で、佐々木氏の支流とされる。備後の葦田氏は後世、蘆田に改めたという。

## 美作芦田氏
備後葦田氏と同族か。芦田筑後守や芦田雅楽、芦田右馬允、芦田甚左衛門などがいる。

## 丹波芦田氏
丹波国氷上郡蘆田村に起源を持つと考えられる。「赤井氏系図」によると源頼季の孫・家満（家光）が信濃国井上から同地に配流され、芦田（または井上）を称したことに始まるとされる。
元弘3年（1333年）に足利高氏（尊氏）が丹波国篠村八幡宮で倒幕のため挙兵した際、高氏の下に参集した丹波武士の中に「葦田」の名も含まれていた（『太平記』）。
また、永正17年（1520年）より姿の見える赤井氏は、系図では芦田氏の分家とされており、芦田姓を自称している。
弘治元年（1555年）、芦田目留が足立権太兵衛と結び、赤井家清やその弟・荻野直正ら赤井一族と戦った（香良合戦）。
天正7年（1579年）5月、赤井氏・荻野氏の支配下にあった芦田氏は、居城・東芦田城（小室城）や同族である栗住野氏の守る栗住野城を織田信長の軍勢により攻め落とされ、没落した。最後の城主は芦田国重、または芦田国住という。